# Asterella wallichiana
Asterella wallichiana là một loài rêu trong họ Aytoniaceae. Loài này được Lehm. Grolle mô tả khoa học đầu tiên năm 1966.